# Courtnay Pilypaitis
Courtnay Pilypaitis, née le 11 février 1988 à Victoria au Canada, est une joueuse canadienne de basket-ball. Elle évolue au poste d'ailière.

## Biographie
Elle participe au Mondial 2010 pour une 12e place, au Championnat des Amériques 2011 pour une 3e place, puis aux Jeux olympiques avec la sélection canadienne, qui atteint les quarts de finale.
Issue en 2010 de l'université du Vermont, elle y prend un poste d'entraîneur adjoint pour la saison 2012-2013.